# Optare Tempo

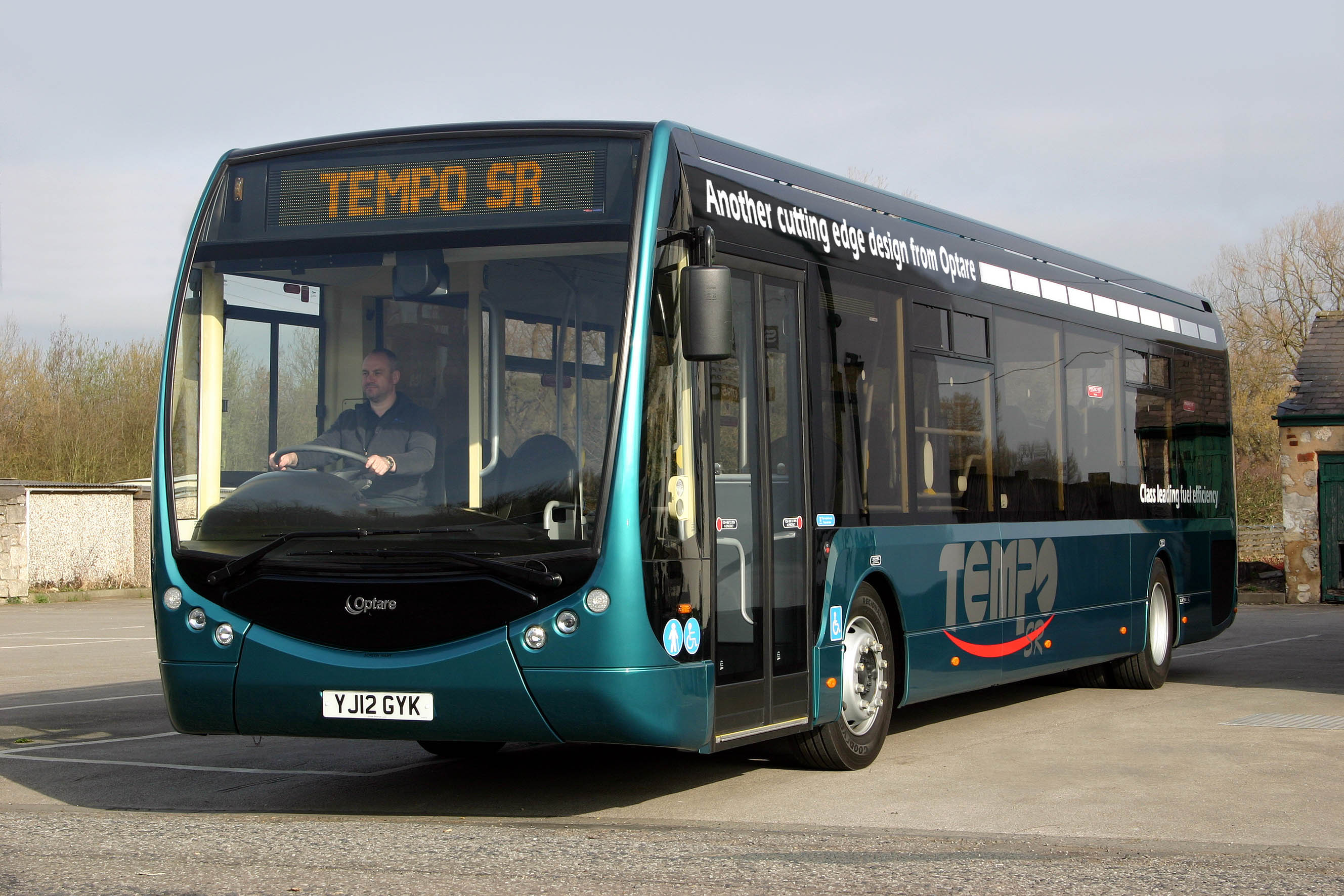
Tempo SR

Optare Tempo — низкопольный автобус большого класса, выпускавшийся с 2005 по 2017 год компанией Optare.

## Tempo
Optare Tempo был запущен впервые был представлен в октябре 2004 года. Серийно автобусы выпускались с февраля 2005 года. Длина варьировалась от 10600 до 12600 мм.
Первоначально Tempo оснащался дизельными двигателями Mercedes-Benz OM906LA экологического стандарта Евро-3 и MAN D0836 EGR экологического стандарта Евро-4, каждый из которых сочетался в паре с шестиступенчатой автоматической трансмиссией. С 2007 года также выпускался гибридный автобус с подключаемым модулем Allison EP40 и ДВС Cummins ISBe стандарта Евро-5 мощностью 250 л. с.

### Галерея

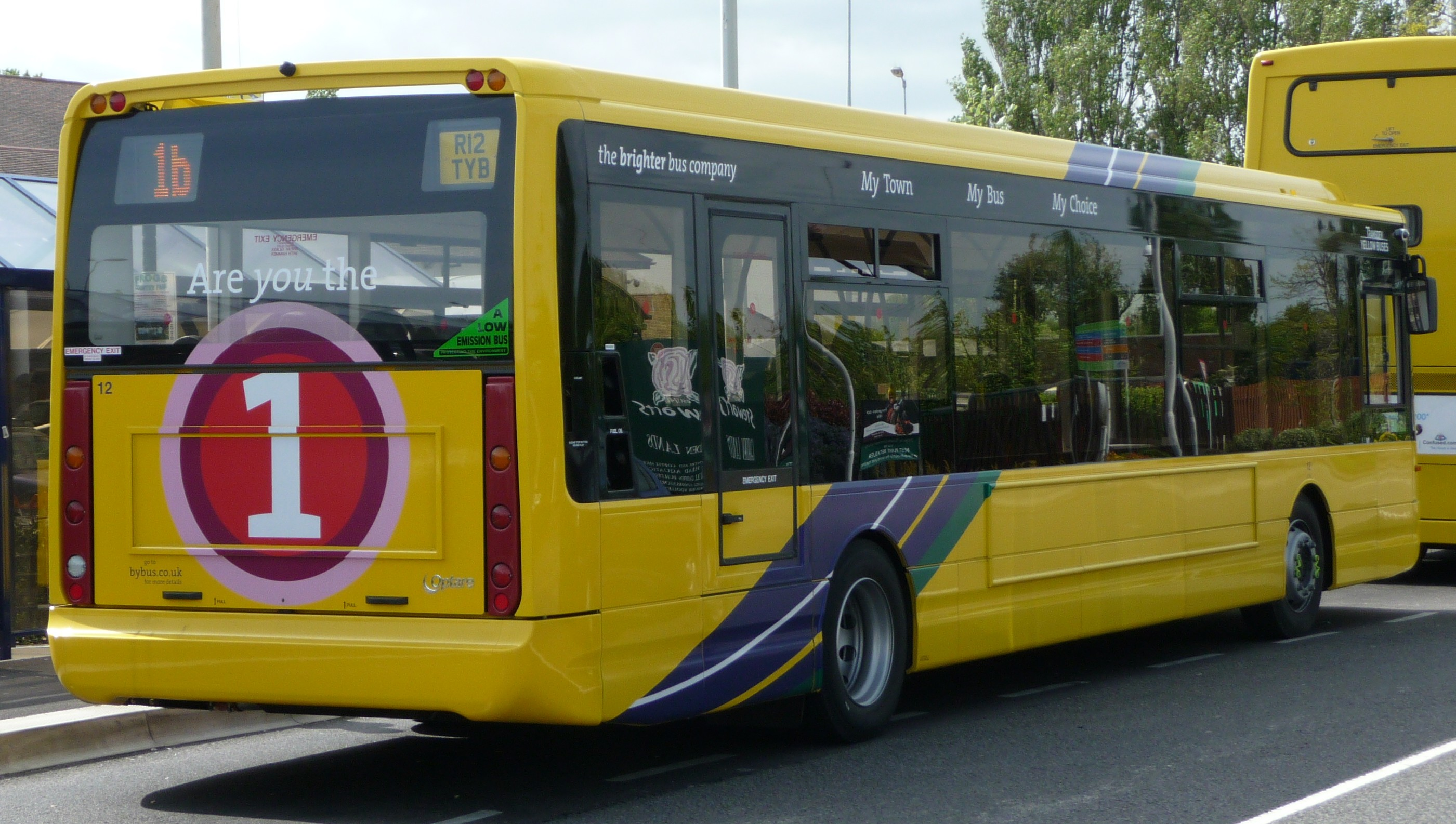
Вид спереди
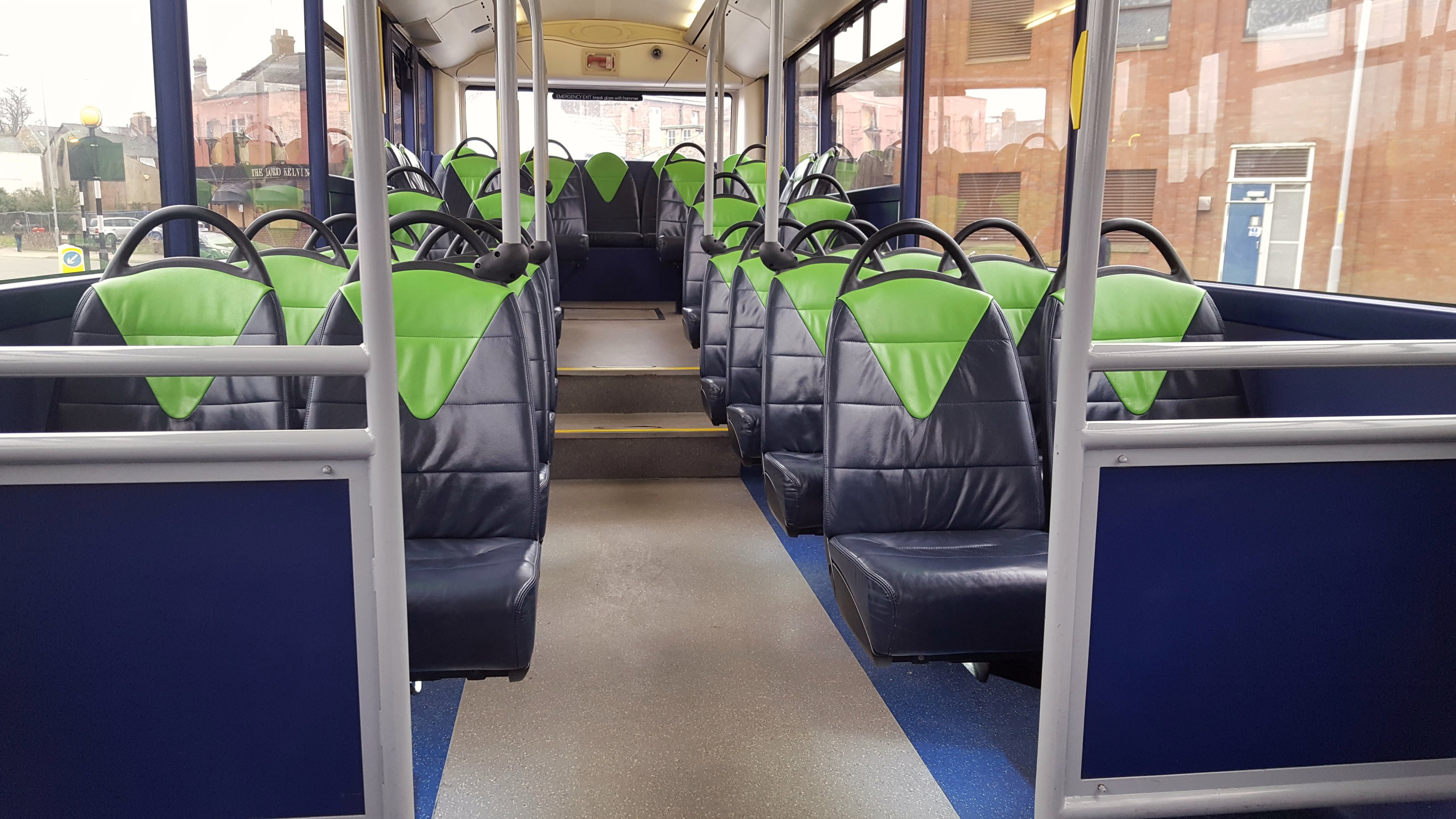
Салон, вид назад

## Tempo SR
Tempo SR являлся рестайлинговым вариантом Optare Tempo с элементами Optare Solo. Был запущен в производство в октябре 2011 года.
Автобус оснащался шестицилиндровым двигателем Mercedes-Benz OM906LA мощностью 210 кВт (282 л. с.), который сочетался в паре с шестиступенчатой автоматической трансмиссией ZF 6HP500. Выпускался до июля 2017 года.

## Эксплуатация
Optare Tempo эксплуатируется в Великобритании и Австралии.

## Галерея

Салон, вид назад
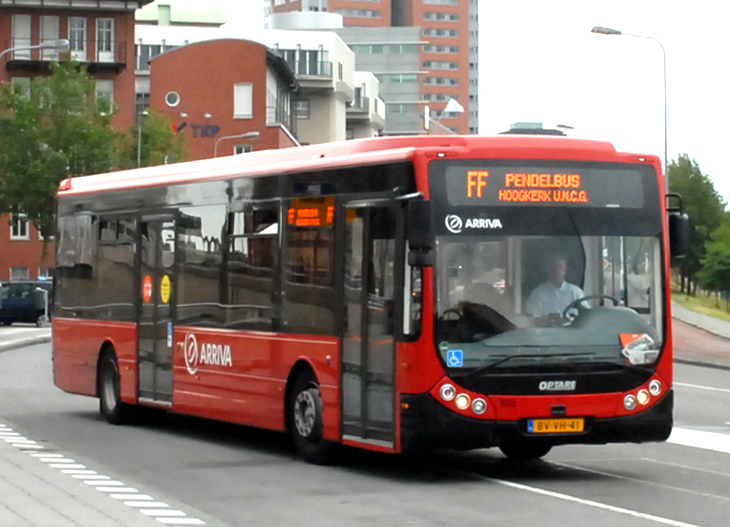
Optare Tempo